# Náledí

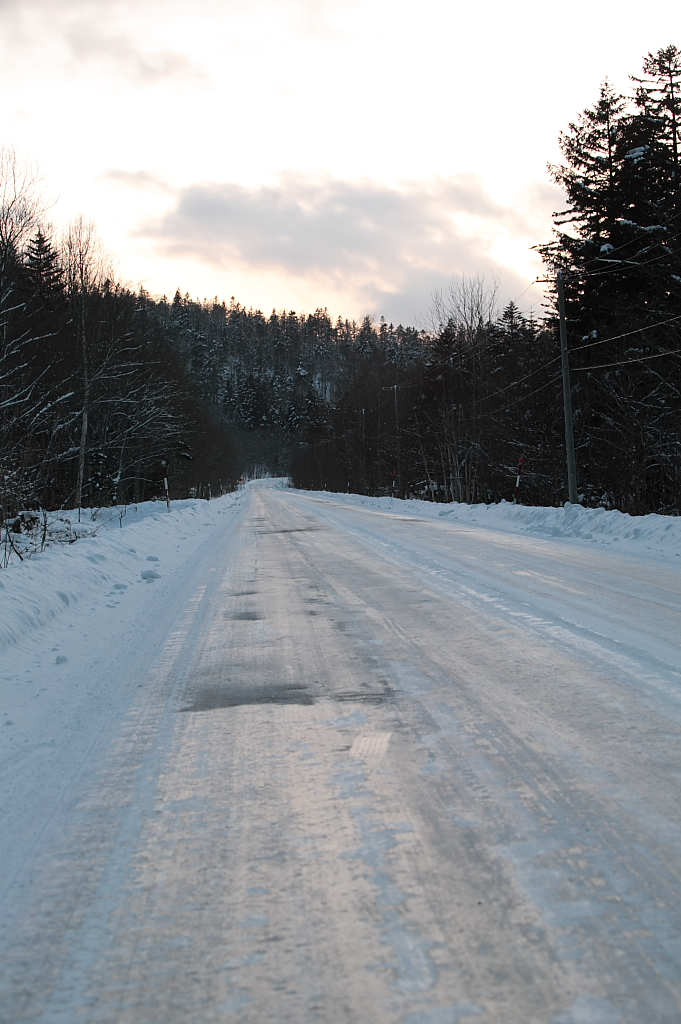
Náledí na silnici

Náledí je meteorologický jev, při kterém zemský povrch pokryje ledová vrstva vytvořená z vody, která se předtím na povrchu nacházela. Náledí vzniká tehdy, pokud teplota zemského povrchu klesne pod bod mrazu.
Voda, ze které náledí vzniká, může pocházet:
- z předchozích srážek (déšť nebo mrholení s nepřechlazenými kapkami vody), které zůstaly na povrchu,
- z částečně nebo úplně roztálého sněhu.[1]